# Felsőkocsoba
Felsőkocsoba (Cociuba Mică), település Romániában, a Partiumban, Bihar megyében.

## Fekvése
A Bihar-hegység alatt, Vaskohtól északra, a Köves-Körös jobb partján, Felsőpojtény és Gurány közt fekvő település.

## Története
Felsőkocsoba, Kocsoba nevét 1587-ben említette először oklevél Kochioba néven. 1600-ban Koczuba, 1808-ban Kocsuba, 1913-ban Felsőkocsoba néven írták.
1851-ben Fényes Elek írta a településről: „Bihar vármegyében, 239 óhitü lakossal, anyatemplommal, patakkal. Urbéri szántó 60, rét 40, legelő 80, majorsági erdő 1200 hold. Birja a váradi görög püspök.”
1910-ben 386 lakosából 377 román, 9 német volt. Ebből 377 görögkeleti ortodox, 9 izraelita volt.
A trianoni békeszerződés előtt Bihar vármegye Vaskohi járásához tartozott.

## Nevezetességek
- 1715-ben épült ortodox fatemploma a romániai műemlékek jegyzékében a BH-II-m-B-01136 sorszámon szerepel.[1]

## Galéria

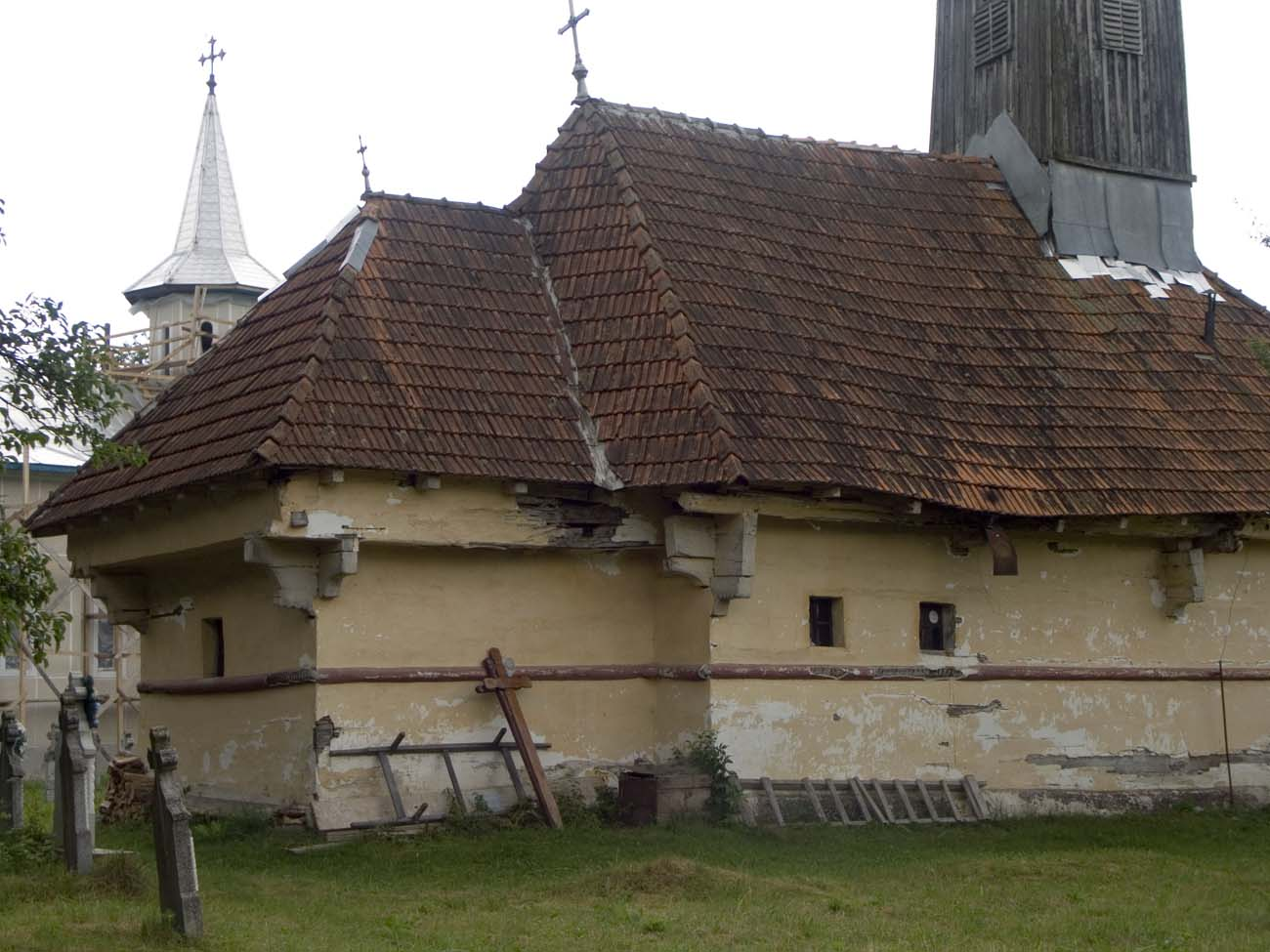
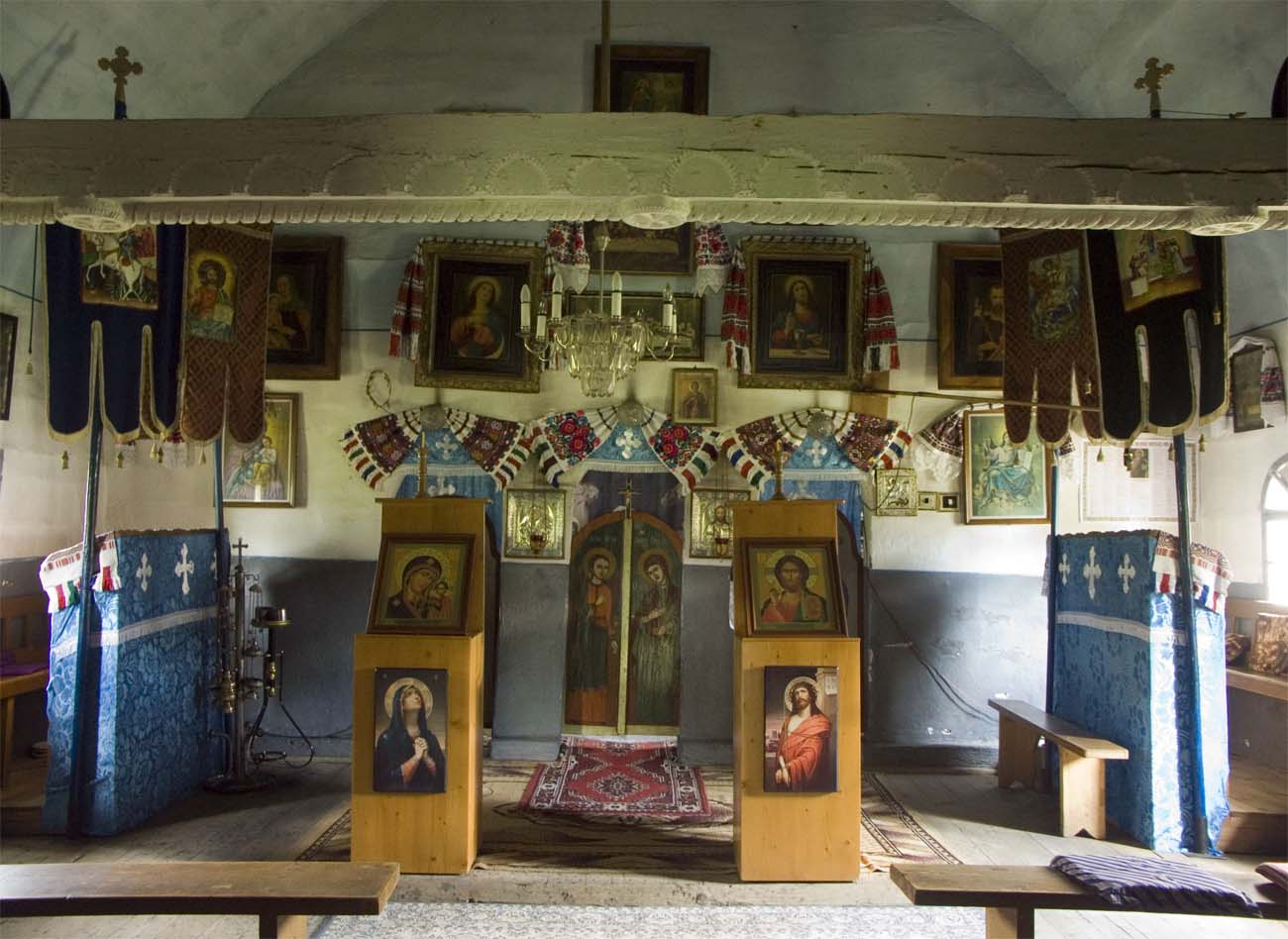
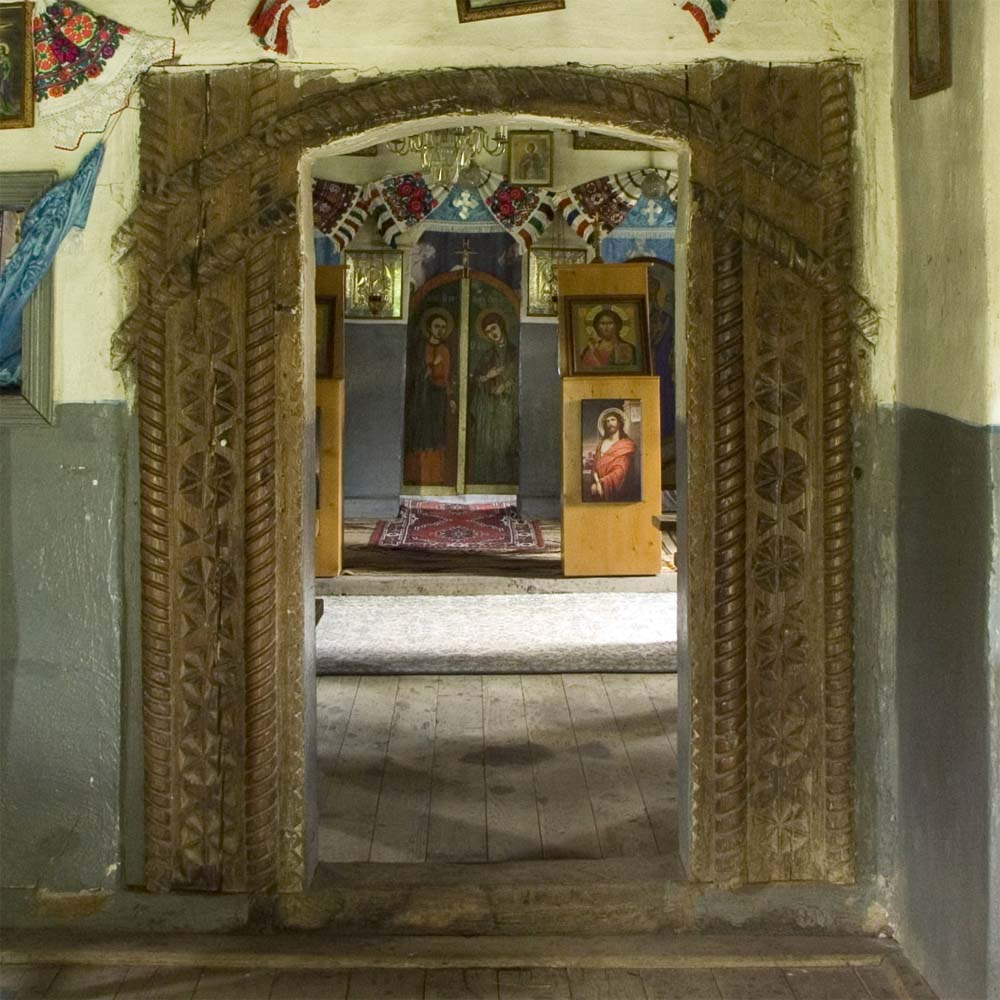
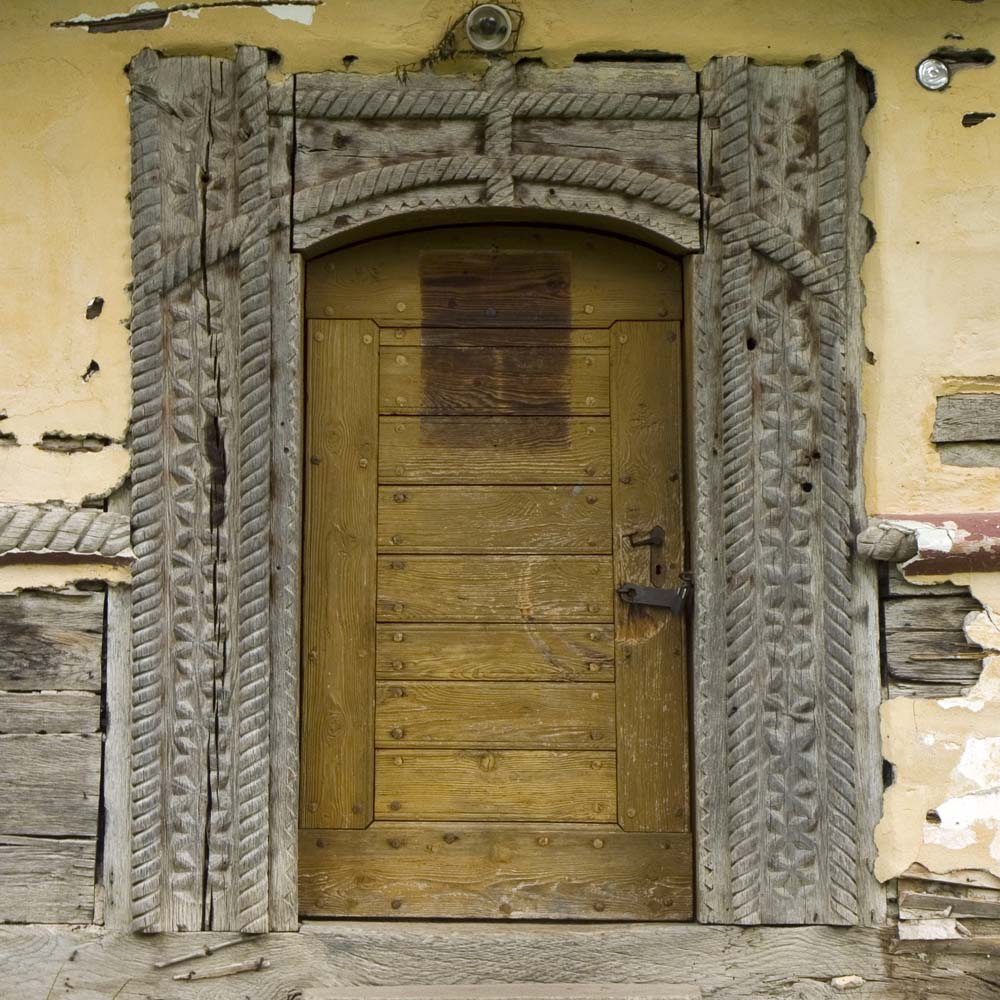